# Annapurna
Annapurna (nepaleză: अन्नपूर्ण Annapūrṇa) este un munte cu altitudinea de peste 8000 m, din  districtul Gorkha, Nepal, masivul Himalaya, la nord-vest de Annapurna. El are altitudinea de 8091 m deasupra n.m. fiind situat pe locul zece ca înălțime pe lume.

## Escaladări
La 3 iunie 1950 vârful Annapurna I a fost escaladat de o expediție franceză, compusă din Maurice Herzog și Louis Lachenal. Aceasta este prima escaladare  reușită în lume, a unui munte cu înălțimea de peste 8000 de m. Alpiniștii francezi au reușit escaladarea, în ciuda pericolului cauzat de lavine. Acestea au cauzat de-a lungul timpului moartea unor alpinști încercați ca Anatoli Boukreev, Christian Kuntner și Ian Clough. Bilanțul escaladărilor până la data de 31 decembrie 2005 a fost: 142 de alpiniști au urcat pe Annapurna. din care 58 au murit în timpul escaladării, șansele de a reuși urcarea unei expediiții alpine pe munte depinde într-un raport de două treimi de lavine. Din această cauză agențiile care organizează expediții de escaladare evită Annapurna.

## Date geografice
Munții Annapurna sunt situați în sudul masivului Himalaya,spre vest Annapurna este despărțit prin Valea Kali Gandaki de munții Dhaulagiri. La est și la nord de Annapurna se află Valea Manang, care face în același timp o graniță naturală. Lanțul principal al munților Annapurna are o orientare est-vest, în partea est lanțul muntos începe cu creasta Lamjung Himal (7000 m), care este continuat spre vest cu vârfurile: Annapurna II (7937 m),  Annapurna IV ( 7525 m), Annapurna III (7555 m), Tarke Kang  (7193 m), Khangsar Kang ( 7485 m). La Roc Noir se desparte lanțul munților Annapurna, un lanț spre nord-vest cu Tilicho Peak (7000 m) numit de expediția franceză „Grande Barrière”. La vest de Tilicho Peak urmează vârful Nilgiri ( 7061 m), care se domină Valea Kali Gandaki, iar la nord de Tilicho Peak se află trecătoarea Thorong La (Pasul tunetului) (5416 m) care face legătura dintre văile Manang și Kali Gandaki.

## Vârfuri
| Munte/Vârf                        | Höhe   |  | Inălțimea coamei muntoase | Situat                          |
| --------------------------------- | ------ |  | ------------------------- | ------------------------------- |
| Annapurna I                       | 8091 m |  | 2984 m                    | Cho Oyu                         |
| Annapurna I Central               | 8051 m |  | keine Angaben             | Annapurna I                     |
| Annapurna I Nord-Est              | 8010 m |  | k. A.                     | Annapurna I Central             |
| Annapurna II                      | 7937 m |  | 2437 m                    | Annapurna I                     |
| Annapurna Fang                    | 7647 m |  | 147 m                     | Annapurna I                     |
| Annapurna III                     | 7555 m |  | 703 m                     | Annapurna I                     |
| Annapurna IV                      | 7525 m |  | 425 m                     | Annapurna II                    |
| Roc Noir (Khangsar Kang)          | 7485 m |  | k.A.                      | Annapurna I Nord-Est            |
| Gangapurna                        | 7455 m |  | 563 m                     | Annapurna III                   |
| Annapurna Süd (Annapurna Dakshin) | 7219 m |  | 775 m                     | Annapurna Fang                  |
| Glacier Dome (Tarke Kang)         | 7193 m |  | k. A.                     | k. A. (Gangapurna sau Roc Noir) |
| Tilicho Peak                      | 7134 m |  | k. A.                     | Roc Noir                        |
| Nilgiri (Nord)                    | 7061 m |  | k. A.                     | Tilicho Peak                    |
| Machapuchare                      | 6993 m |  | k. A.                     | Annapurna III                   |
| Lamjung Himal                     | 6983 m |  | k. A.                     | Annapurna II                    |